# Věra Pospíšilová-Cechlová
Věra Pospíšilová-Cechlová (Litoměřice, 1978. november 19. –) olimpiai és világbajnoki bronzérmes cseh atléta, diszkoszvető.

## Pályafutása
2002-ben súlylökésben, 2003-ban pedig diszkoszvetésben lett cseh bajnok. Ezt követően már csak az utóbbi számra koncentrált. 2004-ben vett részt első alkalommal az olimpiai játékokon. Athénban negyedik lett; mindössze kilenc centiméterrel maradt le a dobogóról. 2013-ban azonban a harmadik helyen végzett Irina Jatcsankát doppingvétség miatt utólag kizárták, emiatt végül Pospíšilová-Cechlová bronzérmes lett.
A 2005-ös világbajnokságon is bronzérmet szerzett. 2008-ban újfent elindult az olimpián, Pekingben ötödikként zárt.

## Egyéni legjobbjai
- Diszkoszvetés - 67,71 m (2003)
- Súlylökés - 16,92 m (2001)

## Magánélete
2003. október 17-én férjhez ment Jakub Cechl birkózóhoz.